# Paris pendant la Première Guerre mondiale

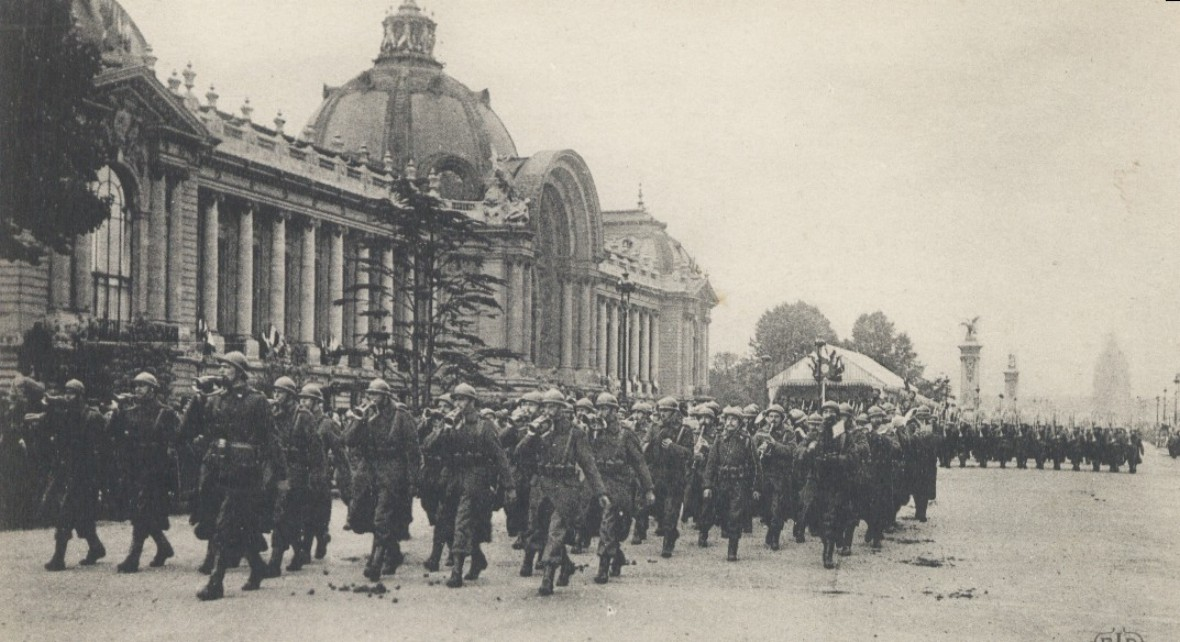
Des soldats français défilent devant le Petit Palais (1916).

Les Parisiens entrent dans la Première Guerre mondiale en août 1914, poussés par une vague de ferveur patriotique, mais en quelques semaines, Paris est proche des lignes de front et bombardée par l'aviation et l'artillerie allemandes. Les Parisiens endurent des pénuries alimentaires, des rationnements et une épidémie de grippe espagnole, mais le moral reste élevé jusqu'à la fin de la guerre. Avec le départ des jeunes hommes vers le front, les femmes prennent une place beaucoup plus grande dans la population active. La ville connait également un afflux important d’immigrants venus travailler dans les usines de défense. La fin de la guerre, le 11 novembre 1918, est marquée par de grandes célébrations sur les boulevards de Paris.

## Paris se mobilise

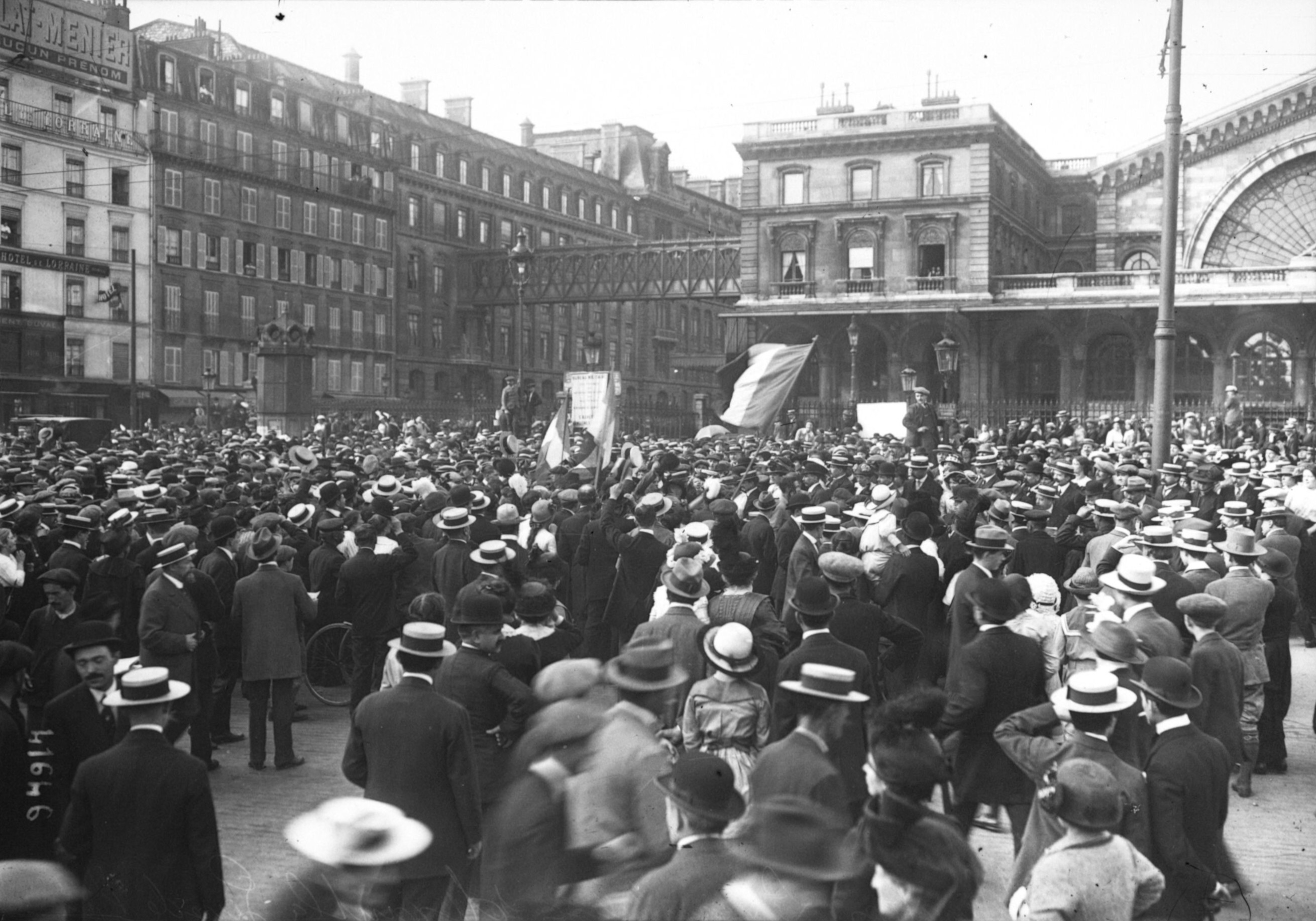
Une foule de réservistes mobilisée à la gare de l'Est (2/08/1914).

Le 28 juin 1914, la nouvelle arrive à Paris de l'assassinat de l'archiduc François-Ferdinand d'Autriche par des nationalistes serbes à Sarajevo. L'Autriche-Hongrie déclare la guerre à la Serbie le 28 juillet et, conformément aux termes de leurs alliances, l'Empire allemand rejoint l'Autriche-Hongrie, tandis que la Russie, la Grande-Bretagne et la France entrent en guerre successivement contre l'Autriche-Hongrie et l'Allemagne. Certains socialistes et pacifistes éminents s'opposent au conflit, mais la presse et la plupart des dirigeants politiques sont en faveur de la guerre. Le 31 juillet, un jour avant que la mobilisation générale ne soit déclarée en France, l'un des dirigeants les plus éminents de la gauche française, l'homme politique socialiste Jean Jaurès, un opposant déclaré à la guerre, est assassiné au Café Croissant de Montmartre, non loin des bureaux du journal socialiste L'Humanité, par Raoul Villain, qui considère Jean Jaurès comme un « ennemi de la France ».
La plupart des Parisiens de sexe masculin en âge de servir dans l'armée doivent se présenter le 2 août aux centres mobilisateurs désignés autour de la ville. Le commandement de l'armée s'attendait à ce que jusqu'à 13 % ne se présente pas, mais à leur grande surprise, moins de 1 % ne viennent pas. Le poète et romancier Anatole France, âgé de soixante-dix ans, se présente au poste de recrutement pour manifester son soutien. Le ministère de l'Intérieur est prêt à arrêter d'éminents pacifistes et socialistes opposés à la guerre, mais, face au peu d'opposition à la guerre, les arrestations n'ont jamais lieu. Le lendemain, 3 août, l'Allemagne déclare la guerre à la France.

## Paris en première ligne

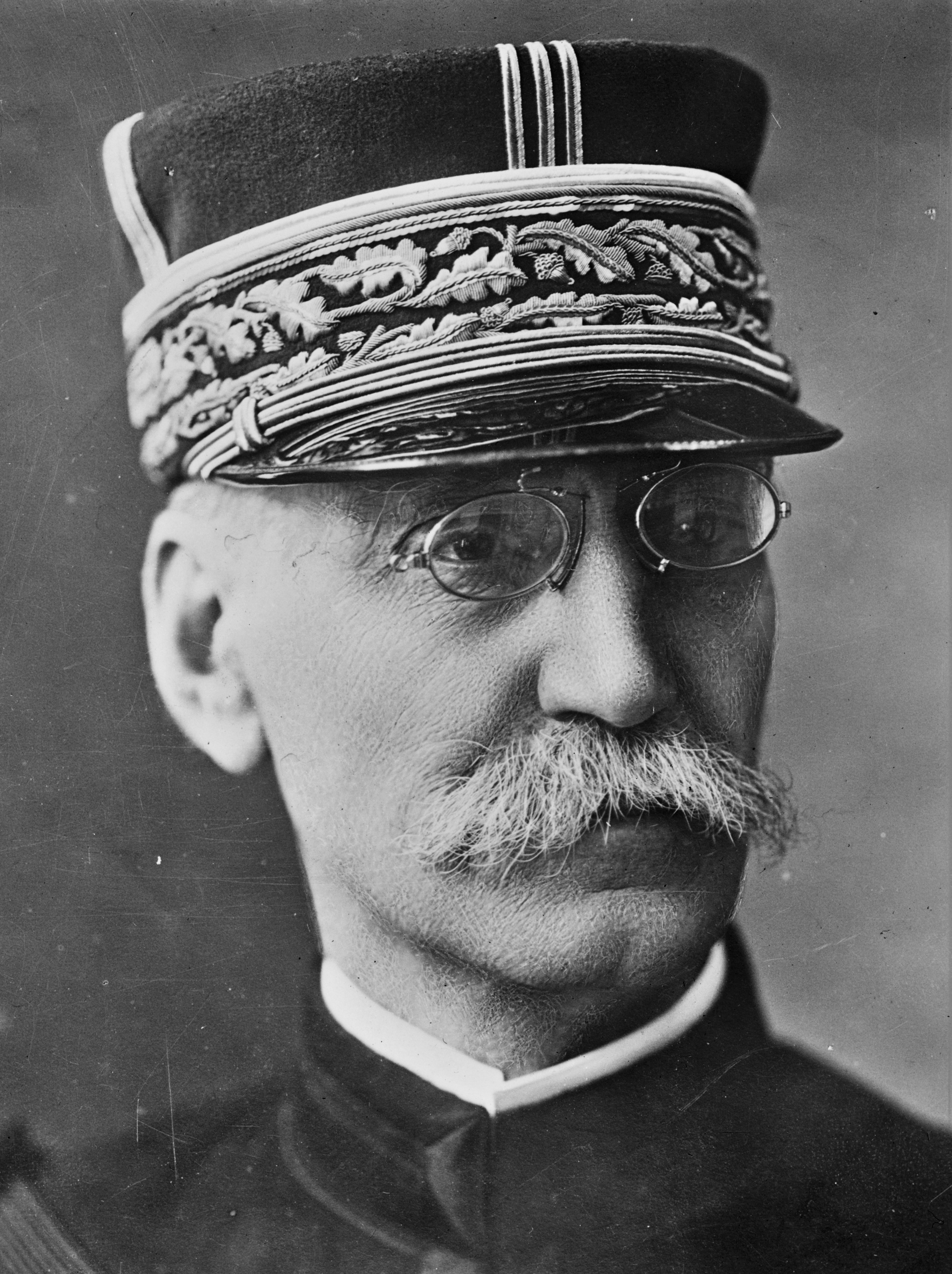
Le général Joseph Gallieni, gouverneur militaire de Paris en 1914.

Le déclenchement de la Première Guerre mondiale en août 1914 voit des manifestations patriotiques place de la Concorde, gare de l'Est et gare du Nord alors que les soldats mobilisés partent pour le front. Mais alors que les journaux parisiens sont confiants dans une victoire rapide, l'armée allemande balaye la Belgique et marche rapidement vers Paris.
Le 26 août, des trains de réfugiés belges arrivent à la Gare du Nord. Ils sont hébergés au Cirque d'Hiver. Le 30 août, un avion allemand surgit au-dessus de Paris et largue trois bombes, une sur la rue des Récollets, une sur le quai de Valmy et la troisième sur la rue des Vinaigriers La dernière bombe tue une femme âgée et blesse trois personnes. Les autorités municipales ne permettent pas que l'événement soit citée dans la presse. Un autre avion apparait le 31 août pour larguer un message affirmant que les Allemands ont vaincu l'armée française à Saint-Quentin, et un troisième avion est apparu le 1er septembre, cette fois pour larguer des bombes qui tuent une personne et en blesse seize. Ces victimes sont également cachées au public.
Le 26 août, le jour même où les réfugiés belges commencent à arriver en ville, le général Joseph Gallieni est rappelé de sa retraite et nommé gouverneur militaire de Paris, titre qui remonte au XIVe siècle. Il commence rapidement à organiser la défense de la ville. Les forts autour de la ville sont armés avec 376 canons. Des batteries canons sontplacés autour de la ville pour la défendre contre les attaques aériennes. Des mitrailleuses sont placés sur la Tour Eiffel. Des troupeaux de bovins sont amenés dans la ville pour fournir de la viande en cas de siège. Les chefs-d'œuvre importants du Louvre sont transportés à Toulouse. Alors que l'armée allemande se rapproche, le président français Raymond Poincaré décide de mettre le gouvernement français et l'Assemblée nationale en sécurité à Bordeaux, comme cela avait été fait lors de la guerre franco-prussienne de 1870-1871. Le 2 septembre, des affiches sont placardées dans la ville pour annoncer que « les membres du gouvernement de la République ont quitté Paris pour donner un nouvel élan à la défense nationale ».

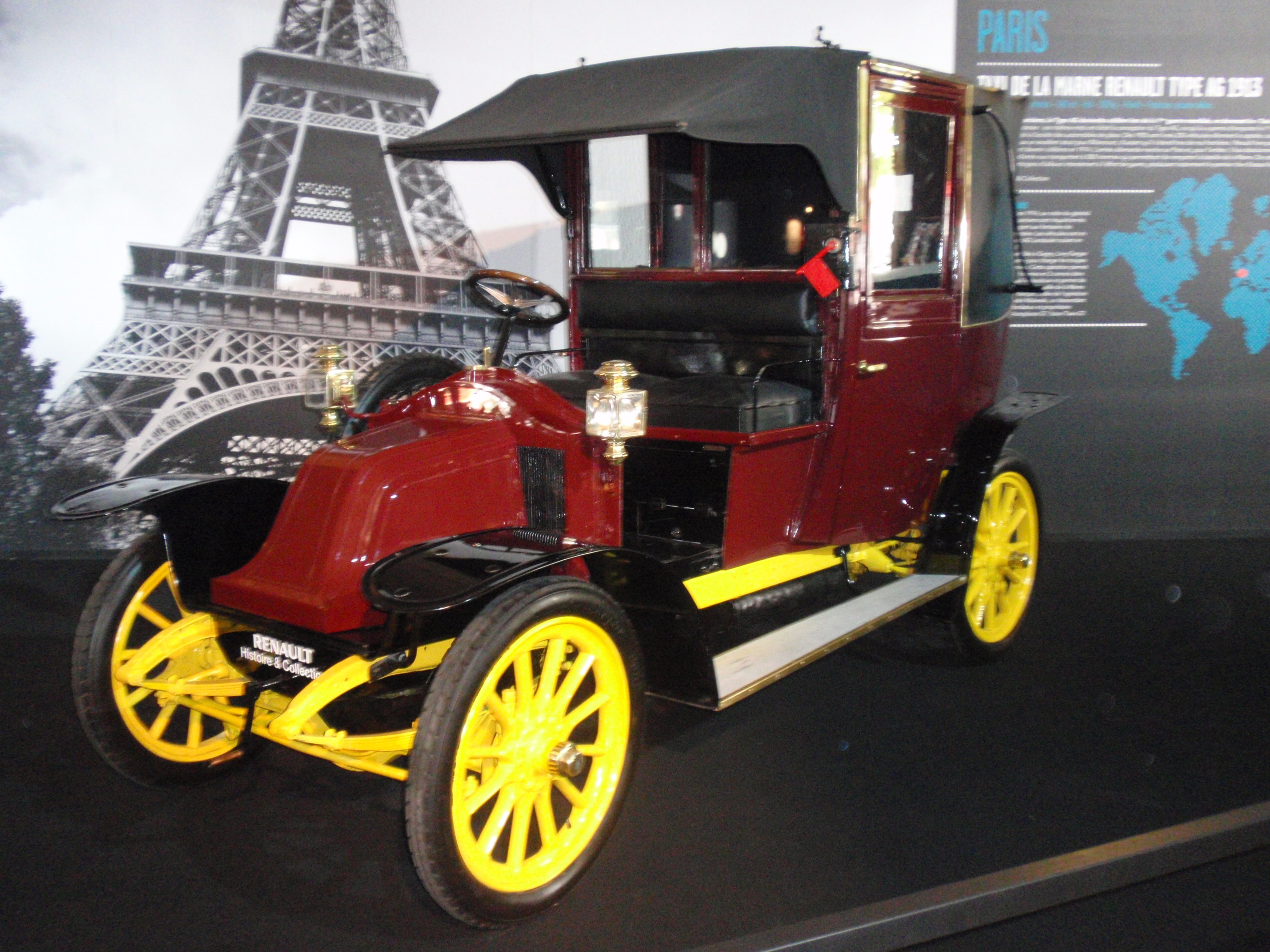
Les taxis parisiens transportèrent 6000 soldats au front lors de la première bataille de la Marne.

Après l'échec de la bataille des Frontières, les troupes françaises sont contrainte de battre en retraite et dès la première semaine de septembre, les Allemands sont à 30 kilomètres de la cathédrale Notre-Dame de Paris. Le camp retranché se trouve alors intégré dans la ligne de bataille et la capitale doit, comme en 1870, se préparer à subir un nouveau siège.
 Pour se défendre, le camp retranché de Paris est formé de quatre lignes de défenses concentriques entourant Paris :
- l'enceinte de Thiers, et sa première ceinture composée des anciens seize forts
- les forts du système Séré de Rivières réalisés de 1870 à 1890 situés à une vingtaine de kilomètres de la capitale
- une 4e ligne de défense instituée en 1911, mais qui ne compte, alors, que des ouvrages non maçonnés.
- une défense avancée couverte par les avant-postes.

Toutefois, cette accumulation de fortification est devenue obsolète compte tenu des progrès de l'artillerie.

La garnison du camp est composée de cinq divisions territoriales à faible valeur combative (83e, 85e, 86e, 89e et 92e divisions d'infanterie territoriales).

Conscient de ces faiblesses, le nouveau gouverneur militaire de Paris, le général Gallieni, réclame dès son arrivée des renforts et fait accélérer les travaux défensifs.

À l'approche des Allemands, le 29 août, les dispositions sont prises pour miner les ponts de la Seine en aval (d'Asnières-sur-Seine à Mantes-la-Jolie) et en amont (de Choisy-le-Roi à Melun), les ponts de l'Oise (de Conflans-Sainte-Honorine à Beaumont-sur-Oise) et les ponts de la Marne (de Chelles à Meaux).

Le 31 août, un avion allemand survole la capitale et après avoir lâchée 4 bombes dans le 10e arrondissement, il lance un message proclamant : « Les Allemands seront dans Paris dans trois jours ».
Le 1er septembre la 1re armée allemande, de Von Kluck, débouche sur un ligne Saint-Just-en-Chaussée, Verberie, Crépy-en-Valois, Villers-Cotterêts, Longpont et des combats ont lieu à Lagny-le-Sec (10e régiment de hussards) tandis qu'un groupe du 15e régiment allemand de hussards (de) parvient à faire sauter la voie ferrée Paris-Verberie à Orry-la-Ville.
Le 2 septembre des combats ont lieu à Mont-l'Évêque, Montépilloy, Borest, Senlis, défendue par le 361e régiment d'infanterie de la 56e division d'infanterie, ou des crimes de guerre sont commis. Une avant-garde de 4 bataillons de la 3. Infanterie-Division traverse la forêt d'Ermenonville et se glisse, à la tombée de la nuit, dans le parc du château de Vallière, où ils rencontrent l'arrière-garde de la 56e division de réserve, composée du 354e régiment d'infanterie et du 69e bataillon de chasseurs à pied. Après la prise du village de Mortefontaine, les Poméraniens des 2e et 9e grenadiers constatent la perte deux tués et trente blessés. Le « combat de Mortefontaine » est considéré comme le combat le plus proche de Paris et le « point extrême de l'avance ennemie ». 

Le 3 septembre, le nombre de patrouilles allemandes augmentent. Elles partent en éclaireurs au nord de Paris, en cherchant à traverser l'Oise, comme à L'Isle-Adam et Auvers-sur-Oise, ou tester les défenses et pousser vers la capitale, comme à Plailly, Le Plessis-Belleville, Survilliers, Luzarches, Villiers-le-Sec, où des escarmouches sont signalées.
Les armées française et britannique sont engagées dans de violents combats contre les Allemands lors de la première bataille de la Marne. Lorsqu'une des armées allemandes se tourne vers le sud-est pour attaquer l'armée française sur le flanc, elle ouvre une brèche entre les divisions allemandes et les forces françaises, dirigées par le maréchal Joffre, voient une opportunité de s'y engouffrer. Le général Gallieni décide d'envoyer toutes ses réserves de Paris au front pour aider à l'attaque, mais il manque de trains et d'omnibus pour déplacer les soldats. Le 5 septembre, le général Gallieni réquisitionne un millier de véhicules particuliers, dont environ 600 taxis parisiens et leurs chauffeurs, pour transporter les soldats vers le front de Nanteuil-le-Haudouin, à 50 kilomètres à de là. Les chauffeurs sont rassemblés le soir du 6 septembre sur l'esplanade des Invalides. Il s'agit pour la plupart du modèle Renault AG1 Landaulet, avec une vitesse moyenne de 25 km/h . En vingt-quatre heures, les bataillons Villemomble et Gagny, soit environ 6 000 soldats et officiers, sont déplacés vers le front de Nanteuil-le-Haudouin. Chaque taxi transporte cinq militaires, quatre à l'arrière et un à côté du chauffeur. Seuls les feux arrière des taxis sont allumés. Les chauffeurs reçoivent pour instruction de suivre les feux du véhicule qui les précède. La plupart des taxis sont libérés le 8 septembre, mais certains restent plus longtemps pour transporter les blessés et les réfugiés. Les chauffeurs, conformément aux réglementations municipales, font consciencieusement fonctionner leurs compteurs. Le Trésor français a remboursé la totalité des trajets, soit 72 012 francs. Les Allemands sont surpris et repoussés par les armées française et britannique. Le nombre de soldats transportés en taxi est faible par rapport aux énormes armées engagées dans la bataille, et l'impact militaire est mineur, mais l'effet sur le moral des Français est énorme ; cela démontre la solidarité entre le peuple et l'armée.
Craignant un long siège, le général Gallieni fait ce qu'il peut pour réduire le nombre de Parisiens ayant besoin d'être nourris. Une douzaine de trains gratuits sont organisés le 5 septembre pour emmener les Parisiens en province. Un recensement d'urgence ordonné par Gallieni le 8 septembre montre que la population de Paris est tombée à 1 800 000 habitants, soit seulement 63 % de la population recensée en 1911. En octobre, les transports publics sont à nouveau opérationnels dans la ville. Le gouvernement militaire décrète un moratoire sur les loyers pour les Parisiens appelés dans l'armée et les protège de toute poursuite judiciaire jusqu'à la fin de la guerre. Depuis le 20 décembre, les piétons peuvent à nouveau circuler librement dans Paris, mais les véhicules ne sont pas autorisés à entrer et à sortir de la capitale que par 14 des 55 portes de la ville ouvertes de 5 h à 22 h. Le gouvernement rentre à Paris le 11 décembre et le président Raymond Poincaré peut à nouveau convoquer son Conseil des ministres à l'Élysée. Les lignes de front se déplacent plus au nord et, le 4 janvier 1915, Paris n'est plus considérée comme menacée. Néanmoins, la ville est bombardée par un dirigeable allemand Zeppelin le 21 mars 1915 et par des avions allemands les 11 et 22 mai.

## La vie quotidienne

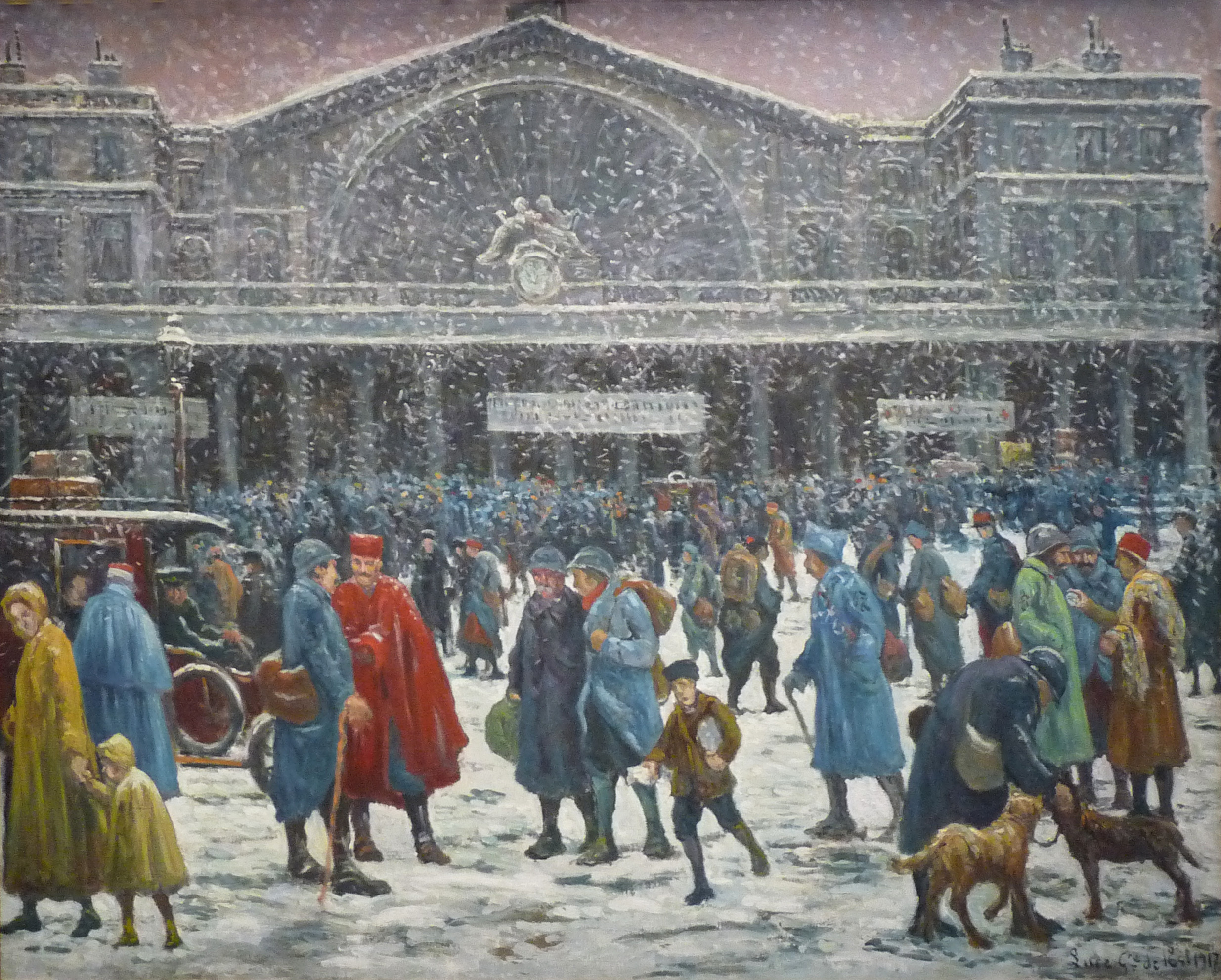
La Gare de l'Est pendant les chutes de neige (1917).

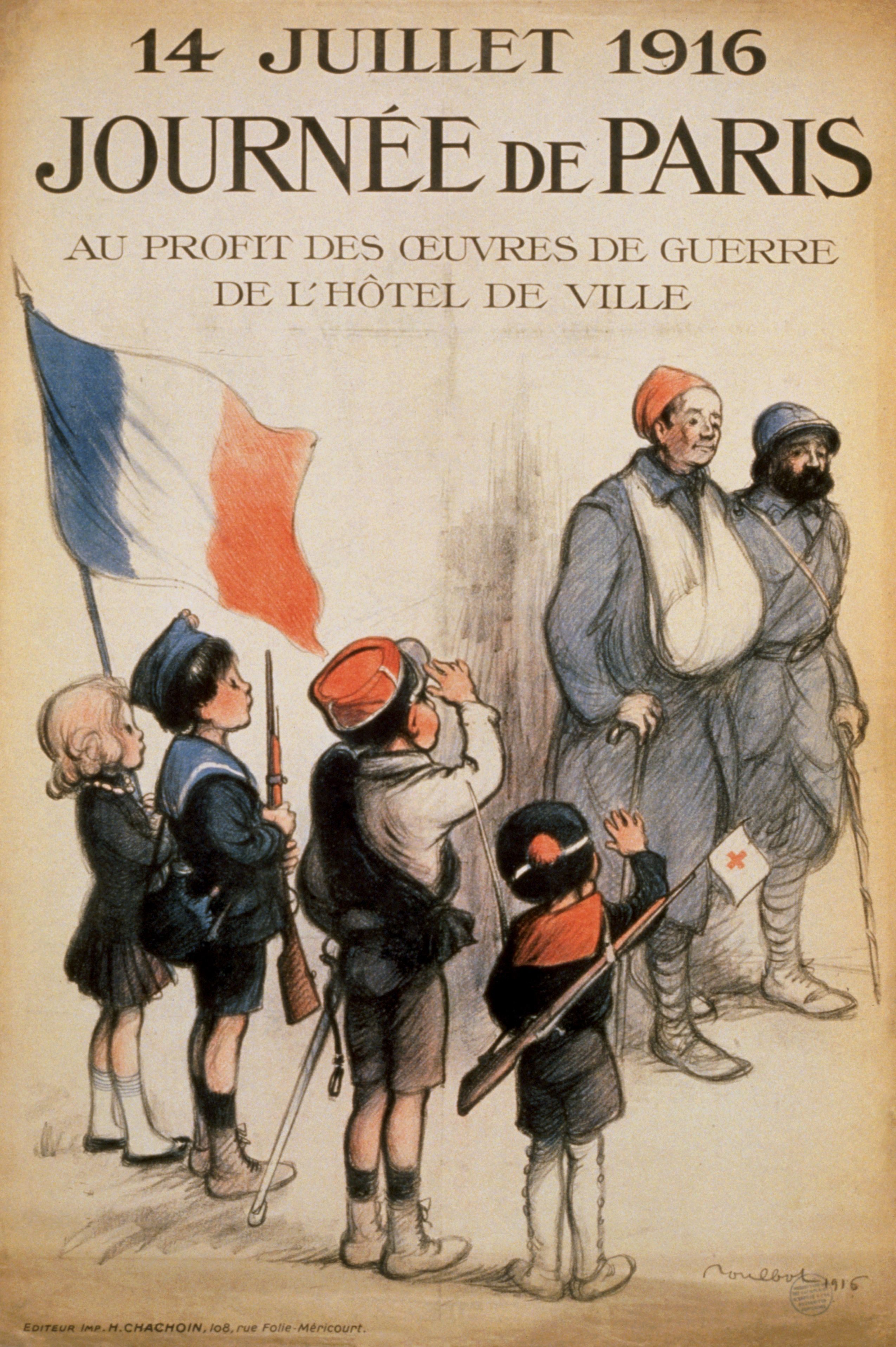
Une affiche pour une collecte de fonds pour les soldats capturés et blessés à l'Hôtel de Ville (1916).

Les Parisiens s'adaptent progressivement à la vie d'une ville en guerre. L'avenue de l'Allemagne est rebaptisée avenue Jean-Jaurés et la rue de Berlin devient rue de Liège. Le Grand Palais est transformé en hôpital militaire. Après une brève interruption, les théâtres de Paris rouvrent leurs portes, présentant des pièces aux thèmes patriotiques, et les cafés-concerts, qui proposent musique, nourriture et danse, sont bondés.
Comme il est devenu évident que la guerre serait longue, le gouvernement commence à prendre en charge le système de distribution alimentaire dans la ville. Une loi d'octobre 1915 permettait à l'État de réquisitionner du blé et d'autres céréales à un prix fixé par le gouvernement. En 1916, les contrôles sont étendus au lait, au sucre et aux œufs. Un ministère de l'Approvisionnement alimentaire voit le jour en 1917 pour mieux contrôler la distribution, et taxer les produits alimentaires pour en limiter la consommation. En mai 1916, le sucre est taxé à 1,3 franc le kilo, tandis que la margarine, qui a largement remplacé le beurre extrêmement rare, est taxée de 2,70 à 3,10 francs le kilo. Une miche de pain standard, appelée « pain national », est produite le 29 juin 1916. Elle est réalisée avec une farine plus rustique que le traditionnel pain blanc parisien. Les restrictions sont encore renforcées le 25 février 1917, avec l'exigence qu'un seul type de miche de pain puisse être vendu. Elle pèse 700 gr et mesure 80 cm de long. Les pains spéciaux et les brioches sont interdits. D'autres produits alimentaires de base sont également rationnés ; le conseil municipal fournit une ration de 135 gr de pommes de terre par jour et par personne aux familles pauvres.
Des sources fiables d’électricité et de chauffage pour la population urbaine constituent un autre besoin urgent. Les principales mines de charbon du nord de la France se trouvent derrière les lignes allemandes. Le problème est particulièrement grave pendant l’hiver glacial de 1916-1917, lorsque les températures descendent jusqu’à −7 °C. La municipalité fournit du charbon aux personnes âgées, aux chômeurs et aux familles des soldats mobilisés. Ils ont droit à un sac de 50 kg de charbon tous les 40 jours au prix de 4,75 francs. Les pénuries de charbon limitent également la production d'électricité et parfois les lignes de tramway ne peuvent pas fonctionner faute de courant.
Au fur et à mesure que les hommes sont enrôlés dans l'armée, les femmes prennent leur place, d'abord comme enseignantes et vendeuses des billets dans le métro et les tramways, puis dans les usines. En 1916, elles conduisent  des tramways. Le 1er juin 1917, les premières factrices distribuent le courrier dans les 10e et 17e arrondissements. La mode parisienne évolue en tenant compte des gouts des ouvrières. Les jupes sont plus courtes et les corsets moins serrés. De nouveaux mots apparaissent dans la langue française : une factrice pour une femme facteur ; une conductrice pour la conduite de tramway et une munitionnette pour une femme travaillant dans une usine de munitions. La première école de commerce pour femmes, l'École de Haute Enseignement Commercial, ouvre ses portes le 2 décembre 1915.
Alors que le gouvernement met l’accent sur l’efficacité et l'optimisation des approvisionnements pour l’armée, la classe ouvrière est largement attachée à un sens traditionnel des droits des consommateurs, selon lequel il est du devoir du gouvernement de fournir la nourriture de base, le logement et le carburant à la ville. On a également le sentiment que la thésaurisation et le profit sont des maux contre lesquels les citoyens doivent s’organiser.

## L'industrie parisienne

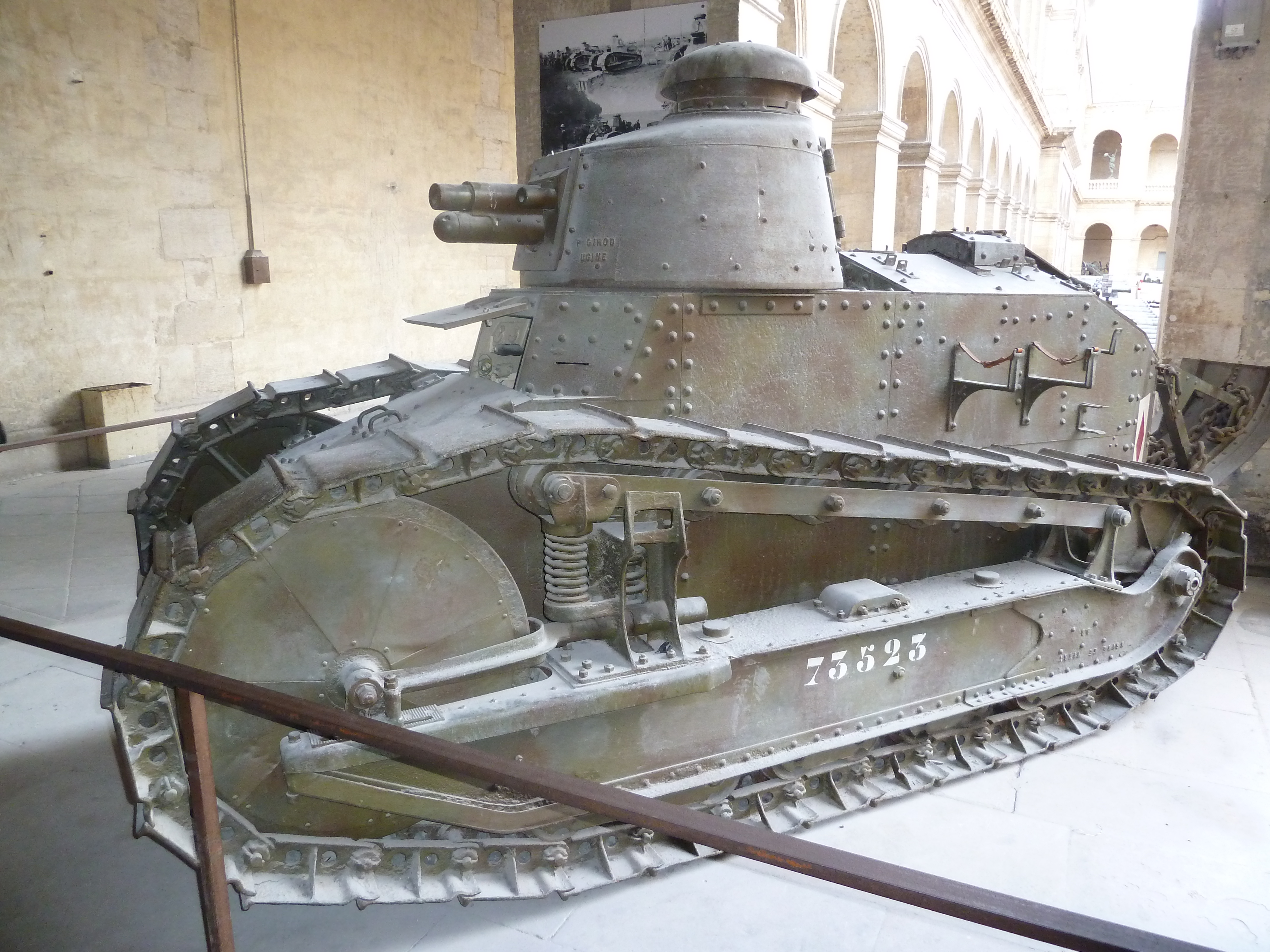
Un char Renault FT fabriqué à Boulogne-Billancourt (1917), aujourd'hui au Musée de l'Armée française.

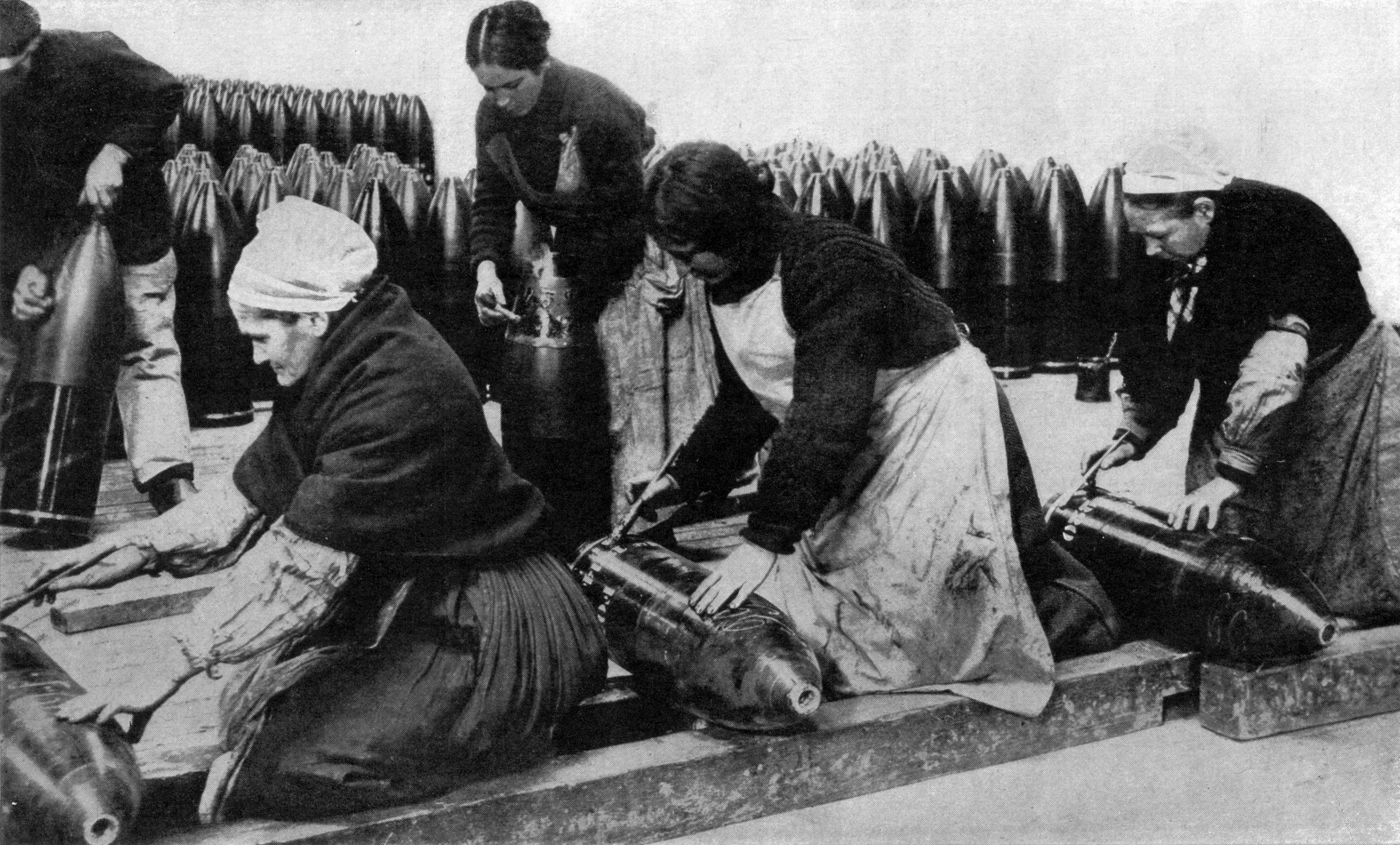
Munitionettes fabriquant des obus d'artillerie (1917).

Les mines de charbon et les grandes villes industrielles du nord se trouvant derrière les lignes allemandes, le gouvernement est contraint de réorganiser l'industrie parisienne pour fournir les énormes quantités d'armes et de munitions dont l'armée a besoin. Les usines de munitions de Paris doivent produire chaque jour 100 000 obus d'artillerie de 75 mm, en plus d'autres productions, comme des canons, fusils, camions, ambulances et avions, ainsi que construire les machines-outils et les équipements d'usine nécessaires pour augmenter la production. L'effort est dirigé par Albert Thomas, un homme politique socialiste devenu secrétaire d'État à l'Artillerie. En 1915, plus d'un millier d'entreprises parisiennes travaillent dans le secteur de la Défense Nationale. La plupart des usines de défense sont situées dans les quartiers périphériques de la ville, notamment dans les 13e, 14e, 15e et 18e arrondissements. Une grande usine Citroën est construite à Javel et l'usine Renault de Boulogne-Billancourt est reconvertie de la fabrication d'automobiles à la fabrication d'une nouvelle arme révolutionnaire, le char. La société aéronautique Blériot Aéronautique construit en 1917 une énorme usine d'avions qui s'étend sur 28 000 m2 à Suresnes. Les petits ateliers traditionnels de l'industrie française sont réorganisés en immenses chaînes de montage en suivant le modèle de l'usine d'Henry Ford aux États-Unis et les études de productivité de Frederick Taylor sur la gestion scientifique.
Au fur et à mesure que les ouvriers des usines sont mobilisés et envoyés au front, leurs places sont prises par des femmes ainsi que par 183 000 travailleurs d'Afrique française et d'Indochine qui sont étroitement surveillés par le gouvernement,. Le 27 août 1915, 1 700 ouvriers chinois arrivent à la gare de Lyon pour travailler dans l'usine de chars Renault et dans d'autres centres de production stratégique.
Le travail dans les usines de défense est intense et dangereux, car des ouvriers inexpérimentés manipulent des produits chimiques dangereux et des explosifs puissants. Le 20 octobre 1915, un atelier de fabrication de grenades à main, au 173 rue de Tolbiac, explose, tuant une cinquantaine d'ouvriers et en blessant une centaine. En avril 1918, une nouvelle usine de Vincennes fabriquant des obus chargés en gaz moutarde explose, empoisonnant 310 ouvriers.

## Mouvements sociaux
Durant les trois premières années de la guerre, toutes les classes et tous les partis politiques apportent généralement leur soutien à l'effort de guerre et aux soldats du front, un consensus appelé « union sacrée ». Cependant, au printemps 1917, les ouvriers parisiens commencent à exiger davantage de compensation pour leurs efforts. Le coût de la vie à Paris augmentent de 20 % en 1915, de 35 % en 1916 et de 120 % entre 1917 et la fin de la guerre en novembre 1918. Les salaires des ouvriers n'augmentent que de 75 % au cours de la même période, tandis que celui des fonctionnaires que de 50 %. Les travailleurs commencent à exiger des salaires plus élevés, de meilleures conditions pour les travailleuses et la fin de l'arrivée de travailleurs coloniaux.
La première grève, celle de 2 000 ouvrières du vêtement, connues sous le nom de « midinettes », débute le 15 mai 1917. Elles réclament une augmentation de salaire d'un franc par jour et une semaine de cinq jours (appelée « semaine anglaise »). La grève s'étend aux autres métiers et 10 000 midinettes se rassemblent devant la Bourse du Travail. Elles défilent devant l'Assemblée nationale et, le 23 mai, le patronat acceptent la totalité des revendications.
Le succès des midinettes inspire les travailleurs d'autres industries. Les salariées du Printemps et des banques se mettent aussitôt en grève. Le mouvement s'étend aux fleuristes, aux fabricants de boîtes, aux ouvriers du caoutchouc, aux femmes travaillant dans les restaurants, aux blanchisseurs, aux employés de l'usine Kodak et à d'autres entreprises. Le 29 mai, la grève touche le chemin de fer d'Orléans et la gare d'Austerlitz, les caisses d'épargne et les usines d'armement de Salmson et Renault. À partir du 2 juin, les grèves se terminent car les industriels acceptent les revendications. Mais, certains des leaders du mouvement sont arrêtés et emprisonnés pour avoir entravé l'effort de guerre.

## Espionnage

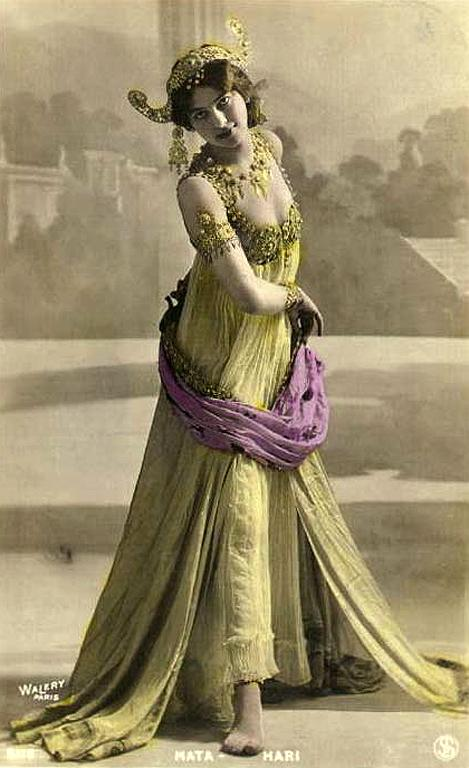
Mata Hari se produisant à Paris en 1906.

En tant que centre de commandement de l'armée française et de l'économie française, Paris est une cible prioritaire de l'espionnage allemand. L'espion le plus célèbre est une citoyenne néerlandaise nommée Margarethe Zelle, mieux connue sous le nom de Mata Hari. Née aux Pays-Bas, elle s'installe à Paris en 1903 et devient d'abord cavalière de cirque, puis danseuse exotique, puis courtisane et maîtresse d'un éminent industriel lyonnais, Émile Étienne Guimet, fondateur du musée Guimet des arts asiatiques à Paris. Lorsque la guerre éclate, elle fait partie d'un réseau d'espionnage dirigé depuis l'ambassade d'Allemagne à Madrid, qu'elle visite fréquemment. Les renseignements français la soupçonnent en raison de ses fréquents voyages en Espagne. Ils interceptent des messages de l'ambassade d'Allemagne à Madrid faisant état d'un agent H-21. En lui donnant de fausses informations, les Français ont la confirmation que Mata Hari est bien H-21. Elle est arrêtée le 13 février 1917 à l'hôtel Élysée Palace, puis jugée et reconnue coupable d'espionnage le 24 juillet. A l'aube du 15 octobre 1917, elle est conduite dans les douves du château de Vincennes et fusillée.

## Art et culture

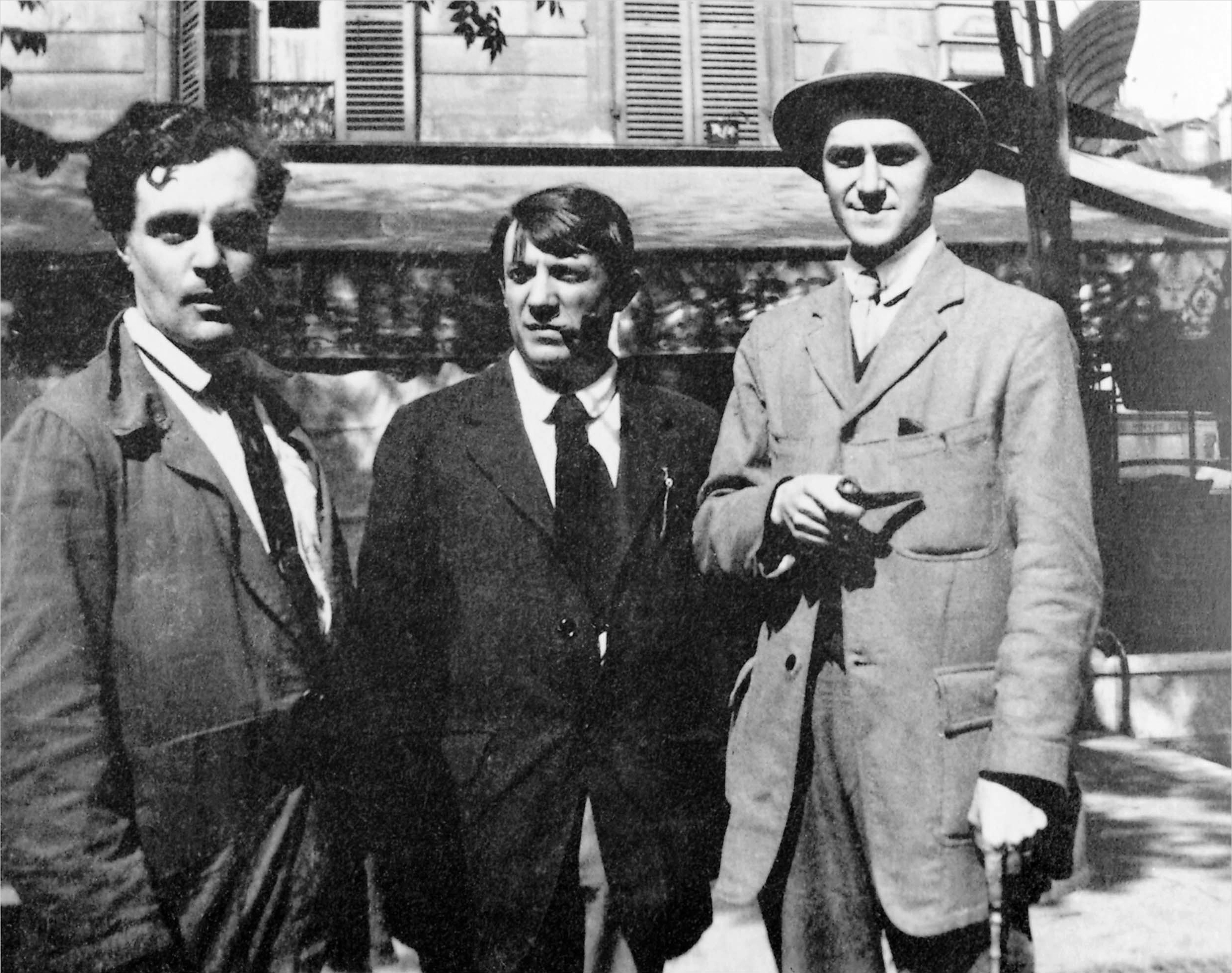
Pendant la Première Guerre mondiale, Montparnasse devient le nouveau lieu de rassemblement à la mode de Paris pour les artistes et les écrivains (en remplacement de Montmartre). Jean Cocteau a pris cette photographie d'Amedeo Modigliani, Pablo Picasso et André Salmon devant le café Le Dôme en 1916.

La guerre limite, mais n'arrête pas, la production culturelle des peintres et artistes de la ville. Le centre artistique se déplace de Montmartre vers le quartier Montparnasse, autour des cafés Le Dôme, la Coupole, la Rotonde et le Select. Pablo Picasso, l'un de ceux qui ont déménagé à Montparnasse, n'est pas mobilisable (en tant que citoyen de l'Espagne neutre), et il continue à expérimenter le nouveau style du cubisme. Henri Matisse continue de travailler dans son atelier de la rue de Fleurus jusqu'à son déménagement à Cimiez, près de Nice, en 1917. Parmi les autres artistes qui vivent  à Montparnasse figurent André Derain (qui rejoint l'armée et sert pendant toute la guerre) ; Juan Gris ; Max Jacob ; et Amédée Modigliani .
Jean Cocteau travaille pour la Croix-Rouge comme chauffeur d'ambulance. A Montparnasse, il rencontre le poète Guillaume Apollinaire, les artistes Pablo Picasso et Amedeo Modigliani, ainsi que de nombreux autres écrivains et artistes avec lesquels il collaborera plus tard. La troupe de danse d'avant-garde Les Ballets Russes est bloquée à Paris à cause de la guerre et de la Révolution russe. L'impresario russe Sergueï Diaghilev persuade Cocteau d'écrire un scénario pour un ballet, qui aboutit à Parade en 1917. Il est réalisé par Serge de Diaghilev avec des décors de Picasso et une musique d'Erik Satie. Le ballet est présenté au public à Paris le 18 mai 1917.
Marcel Proust, de santé fragile, passe la guerre, dans sa maison du 102 boulevard Haussmann, à travailler sur le deuxième tome de son roman À la recherche du temps perdu.
D'autres artistes parisiens prennent part à la guerre ; le poète Guillaume Apollinaire, par exemple, s'engage dans l'armée et est grièvement blessé en 1916. Pendant sa convalescence à Paris, il écrit Les Mamelles de Tirésias et invente le mot surréalisme dans les notes de programme du ballet Parade de Jean Cocteau et Erik Satie. Il publie également un manifeste artistique, L'Esprit nouveau et les poètes . Apollinaire, affaibli par la guerre, meurt de la grippe espagnole lors de la pandémie de 1918 et est enterré au cimetière du Père Lachaise.
Claude Debussy et Maurice Ravel, les compositeurs français les plus éminents des années 1910, sont profondément bouleversés par les événements de la Première Guerre mondiale. Debussy étant déjà très malade au début de la guerre et, est incapable de contribuer à l'effort de guerre. Il écrit ses dernières compositions à Paris avant sa mort le 25 mars 1918. Ravel tente de s'enrôler dans l'armée de l'air au début de la guerre, mais est jugé inapte physiquement et sert comme chauffeur de camion. La composition française la plus importante écrite pendant la Première Guerre mondiale est Le Tombeau de Couperin de Ravel, achevé en 1917. Dans sa forme originale de suite pour piano (elle fut ensuite orchestrée), chacun des mouvements est dédié à un officier français qui mort au combat.

## Paris à nouveau en première ligne
En 1917, la France est épuisée par la guerre et des mutineries éclatent parmi les soldats au front. Le 6 avril 1917, les journaux parisiens annoncent que les États-Unis, provoqués par des attaques de sous-marins contre des navires américains, ont déclaré la guerre à l'Allemagne. Les premiers soldats américains arrivent le 29 juin 1917, mais leur nombre est faible et il faut près d'un an pour les entraîner. Au printemps 1918, 10 000 soldats américains arrivent chaque mois en France. Avec le traité de Brest-Litovsk de mars 1918 la Russie se retire du conflit. L’Allemagne peut déplacer ses armées du front de l'Est vers celui de l’Ouest et lancer une nouvelle offensive de grande envergure contre la France, dans l’espoir de mettre fin rapidement à la guerre avant que les Américains ne puissent modifier l’équilibre des forces.
En novembre 1917, Georges Clemenceau du Parti radical devient le nouveau Premier ministre de la France. Il a pour slogan « La Guerre jusqu'au bout ». Il réside dans un appartement de la rue Benjamin-Franklin et mène la guerre non pas depuis la résidence traditionnelle du Premier ministre à l'Hôtel Matignon, mais depuis le ministère de la Guerre, rue Saint-Dominique. Il se rend fréquemment sur le front, à proximité des lignes allemandes, pour encourager les soldats.

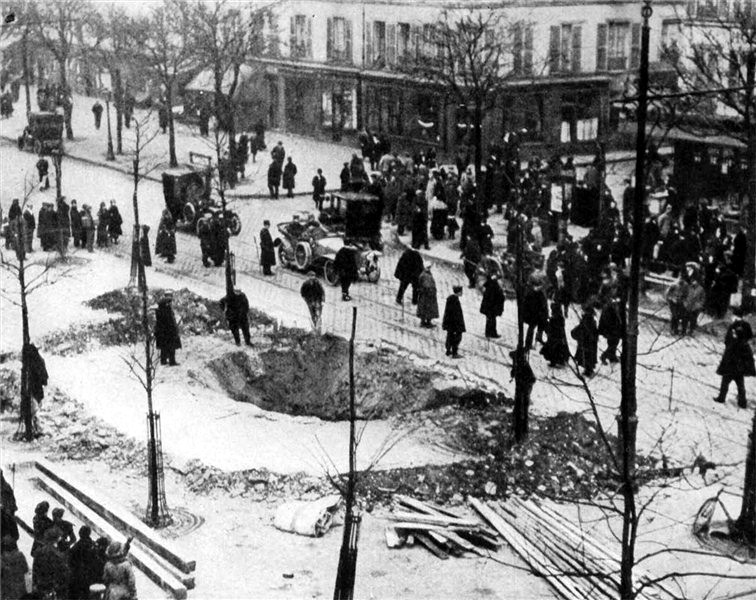
Un cratère de bombe dans une rue de Paris après un raid de Zeppelin allemand (1917).

Paris redevient la cible des bombardements allemands visant à démoraliser les Parisiens. Le 30 janvier, quatre escadrons de sept bombardiers allemands Gotha surgissent chacun au-dessus de la ville et de sa banlieue pour larguer 200 bombes. Il y a eu d'autres attaques les 8 et 11 mars. Les attaques ont lieu la nuit et les Parisiens se réfugient dans les stations de métro. Lors d'une attaque dans la nuit du 11 au 12 mars, un mouvement de panique  dans la station bondée du métro Bolivar, provoque la mort de 66 civils.
Le 21 mars 1918, les Allemands lancent une nouvelle offensive majeure, dans l’espoir de mettre fin à la guerre avant l’arrivée du gros des forces américaines. Ils attaquent à travers une brèche entre les armées britannique et française et se dirigèrent directement vers Paris.
À partir du 23 mars, les Allemands utilisent une nouvelle arme pour terroriser les Parisiens : le Pariser Kanonen. Un canon sur rail pouvant tirer des obus de 210 mm jusqu'à 120 kilomètres et toucher le cœur de la ville. 303 obus sont tirés sur la ville. Le 29 mars 1918, un obus frappe l'église Saint-Gervais pendant une messe, tuant 88 personnes. Au total, c'est 256 Parisiens qui sont tués et 629 sont  par les obus allemands.
Un autre ennemi frappe Paris au printemps 1918, encore plus meurtrier que l'artillerie allemande : La grippe espagnole. Au plus fort de l'épidémie, en octobre 1918, 1 769 Parisiens meurent, dont les écrivains Guillaume Apollinaire et Edmond Rostand.
Le 14 juillet 1918 une nouvelle offensive allemande atteint Château-Thierry, à seulement 70 kilomètres de Paris. La ville est remise sous gouvernement militaire. Les bombardements s'intensifient ; les œuvres d'art sont à nouveau évacuées du Louvre ; des sacs de sable sont placés autour des monuments ; et les lampadaires sont éteints à 22 h. Pour résister plus efficacement aux Allemands, Georges Clemenceau insiste pour que les armées française, britannique et américaine soient placées sous un seul commandement celui du maréchal Ferdinand Foch. De nombreux soldats américains arrivent en France chaque mois, alors que les ressources et les effectifs allemands sont presque épuisés. L'offensive allemande est repoussée par une contre-offensive alliée le 21 juillet et la menace contre Paris disparait une nouvelle fois.

## La fin de la guerre et célébration de la victoire

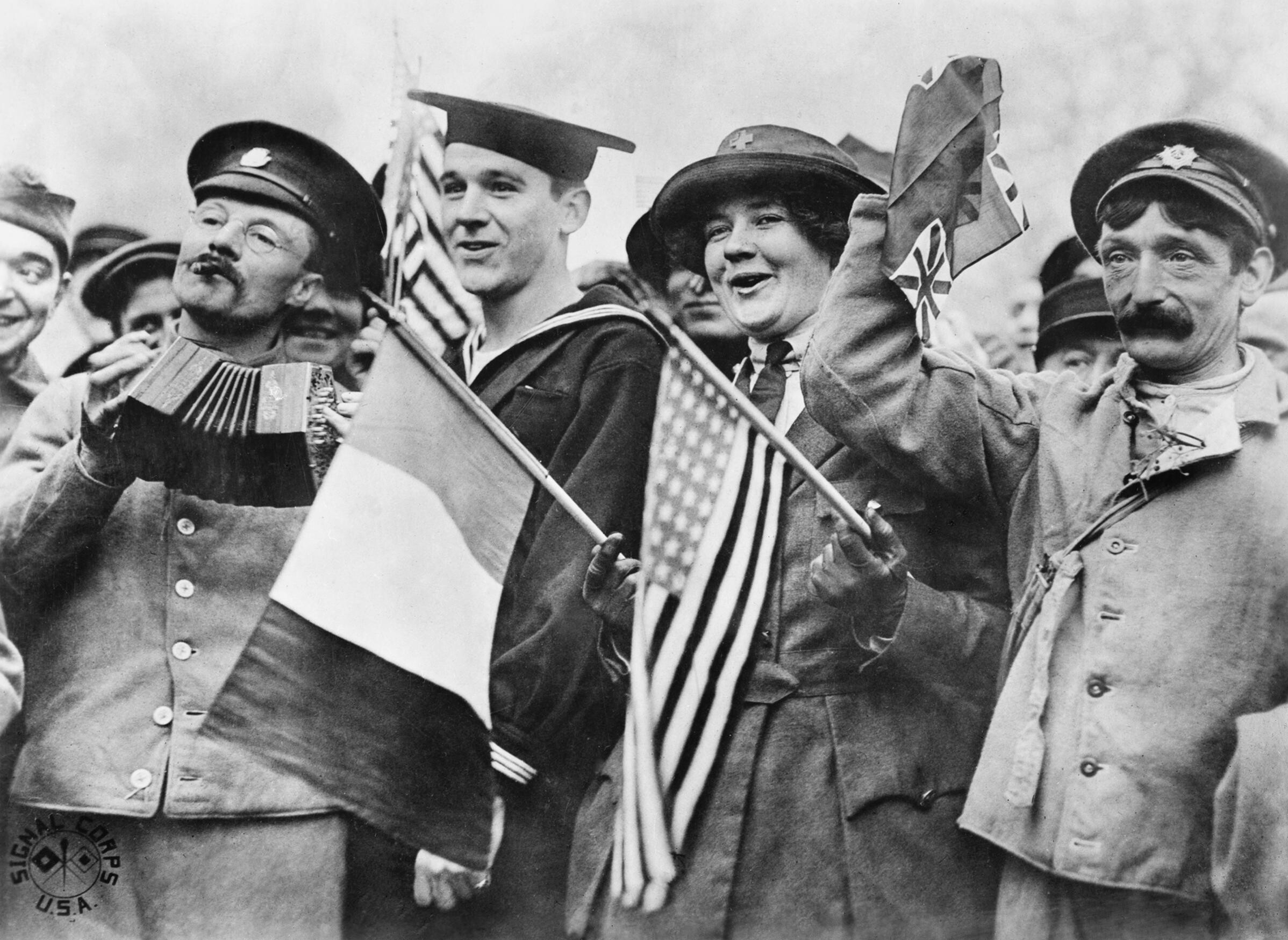
Un marin américain dans la foule sur la place de la Concorde le jour de l'Armistice, le 11 novembre 1918.

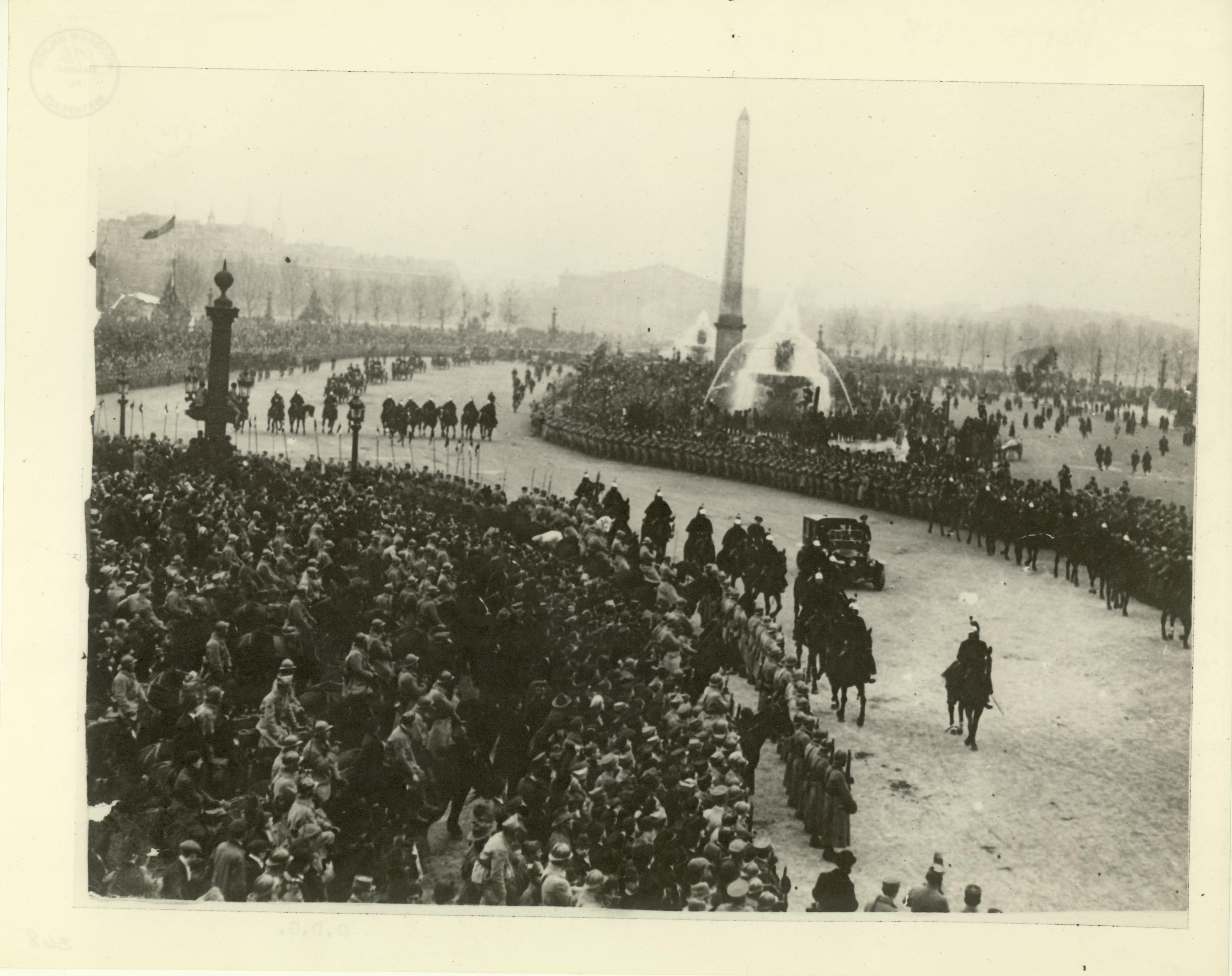
Les Parisiens accueillent le président Woodrow Wilson (16 décembre 1918).

En novembre, les Allemands et leurs alliés sont incapables de poursuivre la guerre. La monarchie austro-hongroise s'effondre le 3 novembre, puis la monarchie allemande le 9 novembre. En Allemagne la république est proclamée et l'empereur allemand Guillaume II s'enfuit aux Pays-Bas. Le nouveau gouvernement allemand envoie une délégation à Compiègne, au nord de Paris, et l'armistice est signé à 17 h le 11 novembre 1918. Cette journée a été décrite par l'historien français René Héron de Villefosse, jeune étudiant dans un collège parisien :
« A onze heures, dans le brouillard, les cloches de l'église annoncent l'armistice. Le collège libère ses élèves classe par classe, et ils se précipitent sur les Champs-Élysées et la place de la Concorde, où sont exposés des mortiers de tranchées et des armes récemment capturé à l'ennemi. Les étudiants en philosophie revinrent, emportant avec eux ces trophées, dont un drapeau capturé. L'après-midi, sur les Grands Boulevards, l'enthousiasme de la foule était indescriptible. Les gens criaient, s'embrassaient, jouaient du clairon, et les camions, entourés de la foule, claxonnaient. Tout soldat rencontré était embrassé et porté en triomphe. Nous, pauvres étudiants en rhétorique, nous donnions plus de baisers que nous n'en avions échangés pendant toute l'année écoulée. Les lumières se sont rallumées dans la soirée, et les bus ont recommencé à circuler... Nous avons chanté, nous avons dansé et nous avons fait des défilés pendant des jours après. »
Des foules tout aussi enthousiastes remplissent les Champs Élysées le 17 novembre pour célébrer le retour de l'Alsace et de la Lorraine à la France. Des foules immenses accueillent également le président Woodrow Wilson à l'Hôtel de Ville le 16 décembre 1918, alors qu'il vient pour participer aux négociations de paix à Versailles.

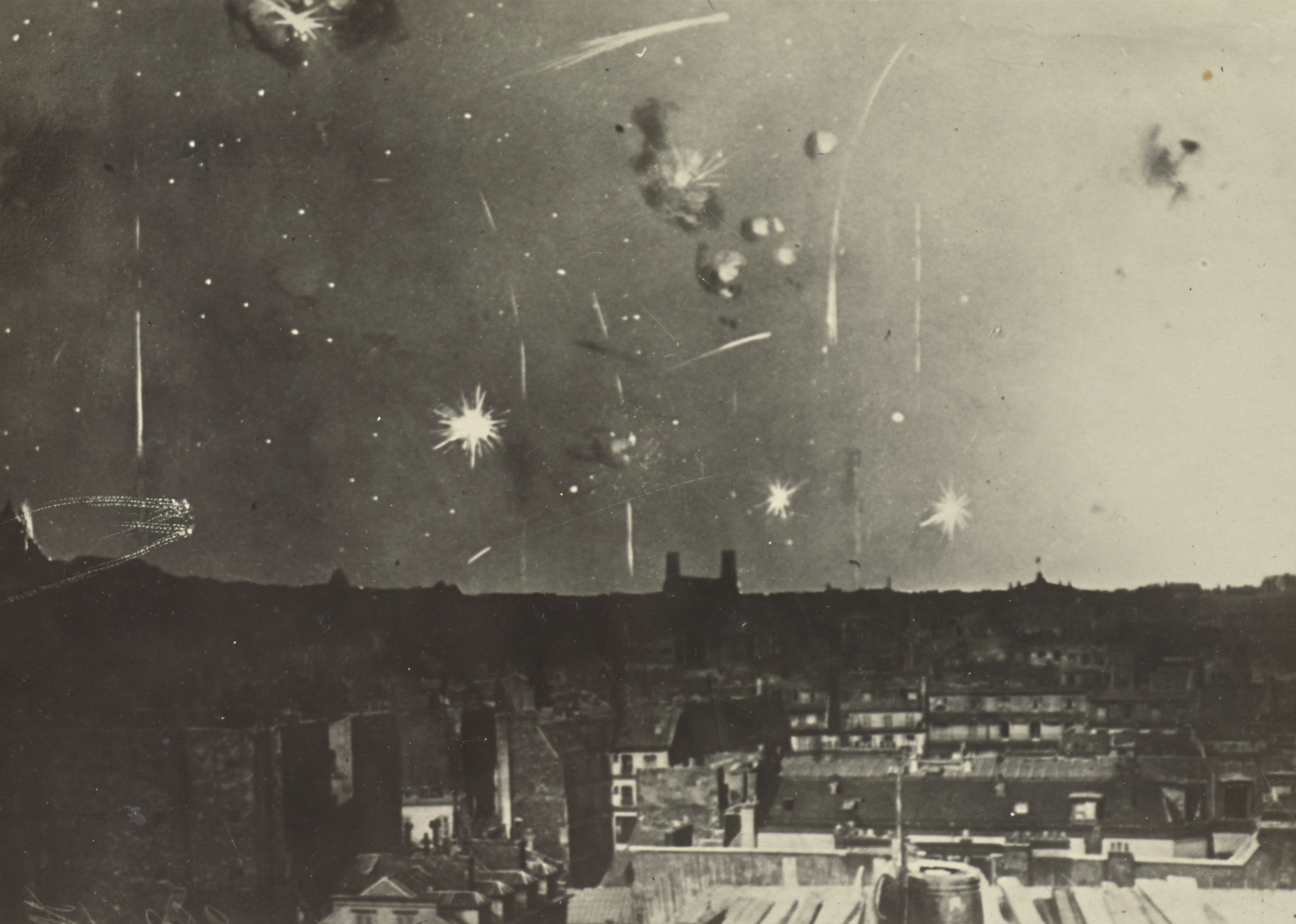
Ciel sombre avec des bombes explosant au-dessus de bâtiments bas et sombres. Il s'agit probablement du bombardement de Paris en janvier 1918.